# روبن هندرسون
روبن هندرسون (بالإنجليزية: Reuben Henderson)‏ هو لاعب كرة قدم أمريكية أمريكي، ولد في 3 أكتوبر 1958 في سانتا مونيكا في الولايات المتحدة.

## وصلات خارجية
- روبن هندرسون على موقع مرجع كرة القدم المحترفة.كوم (الإنجليزية)